# Decreto legislativo 15 dicembre 1997, n. 446
Il decreto legislativo 446/1997 è il decreto legislativo con il quale il Governo, in attuazione di una legge delega, ha introdotto, a partire dal 1º gennaio 1998, l'imposta regionale sulle attività produttive e l'addizionale regionale all'Irpef, provvedendo nel contempo, a sopprimere una serie di tributi allora vigenti, tra i quali l'I.lo.r, il Contributo al Servizio Sanitario Nazionale, l'imposta comunale per l'esercizio di imprese arti e professioni, la tassa sulla concessione governativa per l'attribuzione di partita IVA, l'imposta sul patrimonio netto delle imprese.
L'imposta sul reddito delle attività produttive è un'imposta reale, non deducibile ai fini delle imposte sui redditi, che ha il suo presupposto nell'esercizio abituale di un'attività autonomamente organizzata diretta alla produzione o allo scambio di beni ovvero alla prestazione di servizi. 
Soggetti passivi sono:
- Le società ed enti residenti sul territorio nazionale;
- Le società di persone ed equiparate e gli imprenditori individuali.
- Le persone fisiche, società semplici ed equiparate che svolgono attività di lavoro autonomo;
- I produttori agricoli con volume d'affari inferiore ai 7.000 euro;
- Le società ed enti non residenti che svolgono attività in Italia;
- Gli enti pubblici in genere;

L'imposta si applica sul valore della produzione netta derivante dall'attività esercitata nel territorio della Regione.
La determinazione del valore della produzione netta varia a seconda della tipologia del soggetto passivo.